# Костадин Герганчев
Костадин Асенов Герганчев е бивш български футболист, полузащитник, треньор.
Играл е за Пирин, Спартак (Пловдив), Македонска слава, Саса (Македонска Каменица) (Република Северна Македония), Аполония (Фиер) (Албания) и Птолемаида (Гърция). От есента на 2006 г. играе за ПФК Велбъжд (Кюстендил). Финалист за купата на страната през 1992 и 1994 г. с Пирин.
Като треньор е водил Пирин (Благоевград).

## Статистика по сезони
- Пирин – 1990/91 - А група, 22/3
- Пирин – 1991/92 - А група, 28/5
- Пирин – 1992/93 - А група, 26/2
- Пирин – 1993/94 - А група, 21/3
- Спартак (Пд) – 1994/95 - А група, 13/3
- Спартак (Пд) – 1995/ес. - А група, 14/1
- Пирин – 1996/пр. - Б група, 21/5
- Пирин – 1996/97 - Б група, 34/3
- Пирин – 1997/98 - Б група, 28/3
- Пирин – 1998/99 - А група, 24/7
- Пирин – 1999/ес. - А група, 9/0
- Саса (МК) – 1999/00 - Македонска Първа Лига, 14/2
- Аполония (Фиер) – 2000/01 - Лига Е Паре, 17/2
- Аполония (Фиер) – 2001/ес. - Лига Е Паре, 13/2
- Македонска слава – 2002/пр. - В група, 14/5
- Македонска слава – 2002/03 - Б група, 24/5
- Македонска слава – 2003/04 - А група, 22/6
- Македонска слава – 2004/ес. - Б група, 15/3
- Птолемаида – 2005/пр. - C'Етники Категория, 17/1
- Македонска слава – 2005/ес. - А група, 14/1
- Пирин – 2006/пр. - В група, 15/6
- ПФК Велбъжд (Кюстендил) – 2006/07 - Западна Б група